# Samuel Morgenstern
Samuel Morgenstern (* 1875 in Budapest; † August 1943 im Ghetto von Litzmannstadt) war ein österreichischer Geschäftsmann und ein Geschäftspartner des jungen Adolf Hitler in dessen Wiener Zeit (1908–1913). In der Hitler-Forschung erlangte Morgenstern, der ein Jude war, eine gewisse Bedeutung, da die gute Beziehung, in der er zu Hitler stand, verschiedentlich als Beleg für die These gewertet wird, dass dieser in seiner Wiener Zeit – anders als später von ihm selbst behauptet – noch kein Antisemit war.

## Leben und Wirken

### Frühe Jahre (1875 bis 1911)
Morgenstern wurde 1875 als Sohn ungarischer Juden in Budapest geboren. In seiner Jugend erlernte er das Glasmacherhandwerk; außerdem gehörte er einige Jahre lang der österreichisch-ungarischen Armee an. Später siedelte er nach Wien über, wo er 1903 ein Glasgeschäft mit dazugehöriger Werkstatt eröffnete. Der Laden im Hinterhof des Hauses Liechensteinstraße Nr. 4 lag günstig in der Nähe der Wiener Innenstadt, was vermutlich zum raschen Erfolg des Unternehmens beitrug. 1904 heiratete er Emma Pragan (* 1871), die Tochter einer jüdischen Familie aus Wien. Aus der Ehe ging ein 1911 geborener Sohn hervor. Im Laufe seiner beruflichen Tätigkeit brachte es Morgenstern zu bescheidenem Wohlstand, so dass er sich für den Preis von 5.000 Kronen einen Landsitz in Strebersdorf in der Nähe von Wien zulegen konnte. Im Mai 1914 erwarb er für die stolze Summe von 50.000 Kronen ein weiteres Stück Land bei Großjedlersdorf.

### Beziehung zu Adolf Hitler (1911/1912–1913)
Morgenstern gab 1937 auf Anfrage des Hauptarchivs der NSDAP in München an, dass Adolf Hitler zum ersten Mal 1911 oder 1912 in seinem Wiener Laden erschien. Hitlers Angebot, einige seiner selbstgemalten Bilder (v. a. Aquarelle) in Morgensterns Sortiment aufzunehmen, nahm der Glaser, der auch Bilderrahmen verkaufte, an. In der Folge belieferte Hitler Morgensterns Geschäft bis zu seiner Auswanderung ins Deutsche Reich im Mai 1913 regelmäßig mit seinen selbstgemalten Bildern. Diese Kaufentscheidung begründete Morgenstern später damit, dass es seiner Erfahrung nach leichter sei, Bilderrahmen zu verkaufen, wenn diese im Verkaufsregal bereits ein Bild als Anschauungsmaterial enthielten, sodass der Kunde sich einen Eindruck von ihrer Wirkung machen könne. Die Motive von Hitlers Bildern waren dabei meist historische Ansichten im Stil Rudolf von Alts. Morgenstern hatte als Kunden auch den Wiener Rechtsanwalt Dr. Josef Feingold. Dessen Frau Elsa, geborene Schäfer, gefielen die Bilder Hitlers und er kaufte mehrere für Wohnung und Kanzlei. Nach dem Einmarsch der Deutschen Armee wurden die Bilder von der Gestapo abgeholt. Josef und Elsa Feingold wurden auf der Flucht in der Gegend von Nizza verhaftet und über das Lager Drancy nach Auschwitz deportiert und ermordet.

### Antisemitismus-Kontroverse
In der Hitler-Forschung wird von einigen Forschern die These vertreten, dass Hitler während seiner Wiener Zeit trotz seiner schwärmerisch alldeutschen Einstellung noch kein ausgeprägter Antisemit war. Als Beleg dafür wird angegeben, dass sich der junge Hitler an der jüdischen Abstammung Morgensterns und dessen Frau nicht stieß, sondern sogar abseits des rein Geschäftlichen mit dem Ehepaar freundschaftlichen Verkehr pflegte – er besuchte die beiden eine Zeit lang einmal pro Woche als Gast in ihrem Privathaus.
Diese Annahme wird durch Hitlers gutes Verhältnis zu anderen Wiener Juden wie Jakob Altenberg oder den Männerheimbewohnern Neumann und Löffner gestützt, denen Hitler in geschäftlichen Angelegenheiten mehr vertraute als beispielsweise seinem kleinkriminellen Kumpel Reinhold Hanisch, der ein glühender Antisemit war.
Dieses Verhalten steht in direktem Widerspruch zu Hitlers eigener Behauptung in Mein Kampf, wo er angibt, bereits in Wien von der Verderblichkeit des Judentums überzeugt gewesen zu sein. Forscher wie Brigitte Hamann sehen indessen Hitlers Behauptung angesichts seiner guten Beziehung zu Juden wie den Morgensterns als politische Zwecklüge, die nachträglich den Eindruck erwecken sollte, sein Antisemitismus sei das Ergebnis einer logischen, organischen Entwicklung gewesen und habe sich nicht erst nach schwer verständlichen Brüchen und Wandlungen in seinem Denken eingestellt.
Dass Morgenstern in irgendeiner Weise beigetragen haben könnte, bei Hitler Vorurteile oder ein schlechtes Bild von „den Juden“ hervorzurufen oder zu nähren, kann als ausgeschlossen gelten. Nicht nur war Morgenstern in den Jahren um 1912 die wichtigste Einnahmequelle des jungen Hitler. Er machte ihm auch, wie Peter Jahn vom Hauptarchiv der NSDAP noch 1937 feststellte, gute Preise für seine Arbeiten, übervorteilte diesen also keinesfalls. Auch passte der fleißige Morgenstern, wie Hamann festgestellt hat, nicht ins Klischee des arbeitsscheuen Juden. Zudem sagte Hitler gegenüber Jahn in den 1930er-Jahren anerkennend aus, dass Morgenstern in der Wiener Zeit sein „Erretter“ gewesen sei und ihm viele wichtige Aufträge gegeben habe.

### Späteres Leben (1913 bis 1943)
Den Ersten Weltkrieg erlebte Morgenstern als Offizier der k. u. k. Armee an der rumänischen Front. Nach dem Krieg, in dem er mit zwei Militärdiploma wegen vorbildhaftem Betragen ausgezeichnet wurde, kehrte er in seinen alten Beruf zurück.
Nach dem Anschluss Österreichs im März 1938 geriet Morgenstern bald ins Visier der antisemitischen Politik der Nationalsozialisten. Am 10. November 1938 wurde sein Geschäft von den Behörden geschlossen, am 24. November 1938 „arisiert“, d. h. Morgenstern musste es zwangsweise an einen „Arier“ verkaufen. Der auf dem Papier festgeschriebene Ankaufspreis von 620 Reichsmark für Werkstatt, Ladengeschäft und ein umfangreiches Lager wurde allerdings nie gezahlt. Morgenstern wurde zudem die Genehmigung zur Ausübung seines Gewerbes entzogen; er erhielt damit ein Arbeitsverbot. Er war in den folgenden Monaten von der Wohltätigkeit befreundeter Personen abhängig.
Ein Hilferuf, den Morgenstern am 10. August 1939 brieflich an seinen früheren Mitarbeiter richtete, erreichte diesen nicht. Morgensterns Bitte an den Reichskanzler, die Behörden zu veranlassen, ihm im Gegenzug für die Übereignung seines Grundbesitzes eine bescheidene Entschädigung für die Beschlagnahmung seiner Habe in ausländischen Devisen auszuzahlen, sodass er die materiellen Mittel hätte, um zu emigrieren, blieb unerwidert. Morgenstern konnte den nationalsozialistischen Machtbereich nicht verlassen, weil er die Reisekosten einer Emigration sowie die sogenannte Reichsfluchtsteuer nicht zahlen konnte.
Kurz nach Ausbruch des Zweiten Weltkrieges wurde der Grundbesitz der Morgensterns enteignet, und sie wurden als Juden ins besetzte Polen deportiert, wo sie im Ghetto Litzmannstadt in Łódź leben mussten. Dort starb Samuel Morgenstern im August 1943 an Auszehrung. Er wurde auf dem Ghettofriedhof begraben. Seine Frau Emma, die, wie ihr Schwager Wilhelm Abeles (der auch im Ghetto lebte und Auschwitz überlebte) bezeugt hat, bis zum Tod ihres Mannes mit diesem zusammen war, wurde höchstwahrscheinlich noch im selben Monat ins KZ Auschwitz-Birkenau deportiert. Da es in Auschwitz Praxis war, die meisten Neuankömmlinge, insbesondere arbeitsunfähige alte Frauen, direkt ins Gas zu schicken, kann ihr Tod als gesichert gelten. Dementsprechend stellte ein Wiener Gericht im Dezember 1946 fest, dass sie das Ende des Krieges 1945 nicht erlebt haben könne, und erklärte sie in Zustimmung zu einem Antrag ihres Bruders Max Pragan für tot.